# Ray Charles Littlewood
Ray Charles Littlewood ( 1924 - 1967 ) es un botánico sudafricano.
- La abreviatura «Littlew.» se emplea para indicar a Ray Charles Littlewood como autoridad en la descripción y clasificación científica de los vegetales.[1]